# Upłynnienie gruntu

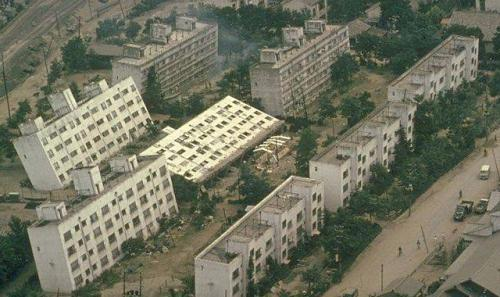
Efekt upłynnienia gruntu spowodowanego trzęsieniem ziemi w Niigacie w roku 1964

Upłynnienie gruntu (zjawisko kurzawkowe) – zjawisko przekształcenia się sypkiego gruntu w materię przypominającą swoimi właściwościami ciecz. Wywoływane jest w gruntach o dużym nasyceniu wodą pod wpływem nagłego, silnego impulsu (trzęsienie ziemi, sztorm, wybuch). Upłynniony grunt nazywany jest kurzawką.
W Polsce, ze względu na małą aktywność sejsmiczną, upłynnienie gruntu jest zjawiskiem rzadkim, jednak uważa się, że mogło ono być przyczyną osunięcia się zbocza zapory przy elektrowni w Dychowie w roku 1997, jest też brane pod uwagę jako istotne zagrożenie składowiska odpadów poflotacyjnych w Zagłębiu Miedziowym  w Rudnej.
Upłynnienie gruntu jest zjawiskiem o objawach niekiedy bardzo podobnych do efektów tiksotropii, ma jednak inne przyczyny.